# Пети конгрес на БКП
Петият конгрес е конгрес на Българската комунистическа партия, който се провежда в София между 18 декември и 25 декември 1948 г.
Конгресът потвърждава възприетата от ръководството след създаването на Коминформбюро през есента на предишната година основна задача пред партията – ускорено изграждане на структурите на властта начело с компартията
Приготовленията за конгреса протичат още от 26 октомври 1948 г. Присъстват 973 делегати, както и делегации на 17 комунистически и работнически партии от чужбина. Конгресът обсъжда политическия отчет на Централия комитет на БРП (к.) през изминалия период; доклад на Централната контролна комисия; доклад за марксистко-ленинската просвета и борбата на идеологическия фронт; доклад по първия петгодишен народостопански план; доклад за измненията и допълненията в партийния устав; доклад по подготовката на нова партийна програма.
На конгреса БРП (к.) се преименува в БКП и се въвежда кандидатски партиен стаж. Избран е нов Централен комитет в състав от 48 членове и 27 кандидат-членове. Въведена е лидерската изборна длъжност генерален секретар на ЦК на БКП вместо дотогавашната председател на ЦК на БКП.